# جون كوكس ستيفنز
جون كوكس ستيفنز (بالإنجليزية: John Cox Stevens)‏ هو متسابق يخت أمريكي، ولد في 24 سبتمبر 1785 في هوبوكين في الولايات المتحدة، وتوفي في 13 يونيو 1857 في نيويورك في الولايات المتحدة.

## وصلات خارجية
- جون كوكس ستيفنز على موقع الموسوعة البريطانية (الإنجليزية)